# Пежо тип 129
Пежо тип 129 (фр. Peugeot Type 129) је моторно возило произведено 1910. године од стране француског произвођача аутомобила Пежо у њиховој фабрици у Лилу. У том раздобљу је укупно произведено 180 јединица.
Возило покреће четвороцилиндрични четворотактни мотор који је постављен напред, а преко кардана је пренет погон на задње точкове. Његова максимална снага била је 16 КС и запремине 3.054 cm³.
Тип 129 је са међуосовинским растојањм од 312,8 цм, дужина возила 420 цм, ширина возила 165 цм, а размак точкова 140 цм. Облик каросерије је ландо или торпедо и има места за четири особе.